# ASU-85
ASU-85 (Awiadjesantnaja Samochodnaja Ustanowka, ros. авиадесантная самоходная установка) – działo samobieżne przeznaczone dla wojsk powietrznodesantowych, konstrukcji radzieckiej.

## Historia
Przebieg walk II wojny światowej dowiódł, że najlepszym środkiem zwalczania desantów powietrznych pozbawionych cięższych środków przeciwpancernych, jest czołg. Z tego powodu dalszy rozwój tego rodzaju wojsk uzależniony był od rozwiązania problemu ich obrony przeciwpancernej. W ZSRR do wykonywania tych zadań przewidziano lekkie działa samobieżne. Ich mniejsza masa miała umożliwiać transport drogą powietrzną. Pierwsze tego typu konstrukcje powstały już pod koniec wojny (np. kołowe działo samobieżne KSP-76). W końcu lat 40. XX w. powstało gąsienicowe lekkie działo samobieżne ASU-76, a później jeszcze lżejsze ASU-57. Dalsze prace konstrukcyjne doprowadziły do powstania na początku lat 60. działa ASU-85.
W konstrukcji działa ASU-85 wykorzystano niektóre elementy (koła nośne, zawieszenie) czołgu pływającego PT-76, ale mogło pokonywać jedynie brody i nie było pojazdem pływającym. Większa, w porównaniu z poprzednimi typami, masa uniemożliwiała jego zrzuty na spadochronach. Było ono przewożone samolotami transportowymi An-22 na przygotowane wcześniej lądowiska. Podczas manewrów „Burza październikowa” używano również samolotów An-12 o mniejszej ładowności. Transportowano wówczas jedno działo w ładowni, a nie dwa, gdy używano An-22. Działo samobieżne znajdowało się w uzbrojeniu jednostek powietrznodesantowych Armii Radzieckiej od lat 60. XX w.

## Służba w WP (w latach 1966–1976)

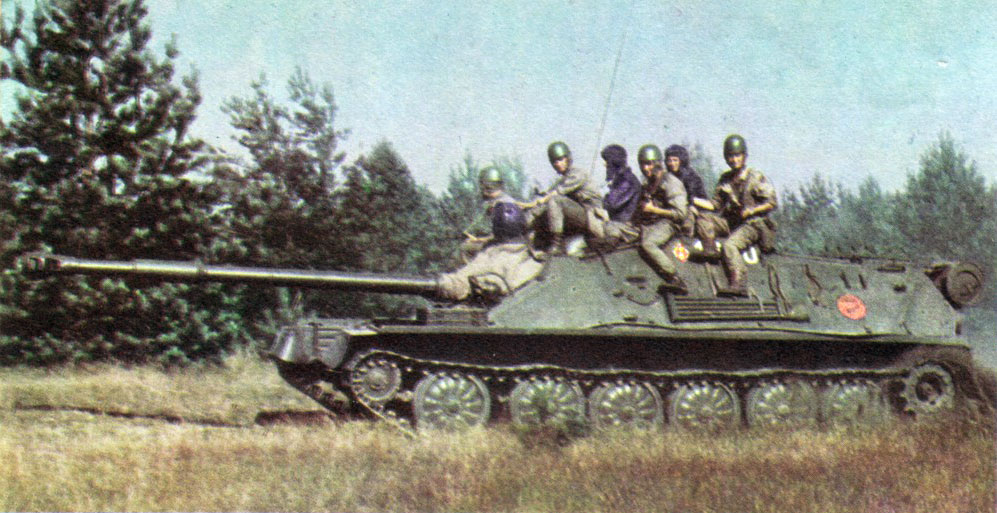
Żołnierze 6 DPD na ASU-85

ASU-85 było używane przez polską 6 Pomorską DPD, a dokładniej przez wchodzący w jej skład dywizjon artylerii. 12 dział dostarczono dywizji w roku 1965 na manewry „Burza październikowa”, po których podobno stały się własnością strony polskiej. Jak jednak wynika z artykułu M. Królikowskiego, zamieszczonego w 1997 roku w czasopiśmie „Komandos”, działa te zostały wówczas
jedynie wypożyczone z Kowna. 12 pierwszych wozów przybyło do Polski dopiero 13 czerwca 1966 r. po wcześniejszym zorganizowaniu kursu dla mechaników-kierowców. W lipcu 1967 dywizjon przeprowadził pierwsze ćwiczenia na poligonie w Szymanach na Mazurach. 13 dział wzięło udział w inwazji na Czechosłowację; 25 sierpnia granicę przekroczyły dwa plutony 2 baterii 35 dywizjonu, z których jeden ulokowano potem w okolicy miejscowości Bílá Voda i Červená Voda, zaś drugi oraz w pobliżu Kostelca i Vamberku. 9 września 2 bateria została wymieniona przez 3 baterię. Łącznie z wozem dowódczym w obydwu bateriach było właśnie 13 takich dział. Wcześniej, w 1966 roku, co najmniej 9 pojazdów zaprezentowano na paradzie z okazji święta 22 lipca. Zostało wycofane z uzbrojenia WP pod koniec 1976 r.; pożegnanie jednostki odbyło się 3 grudnia tego samego roku. 35 Dywizjon Artylerii Samobieżnej, wyposażony w 25 sztuk ASU-85, składał się z 4 baterii i stacjonował w Krakowie-Rakowicach.

## Muzealne ASU-85

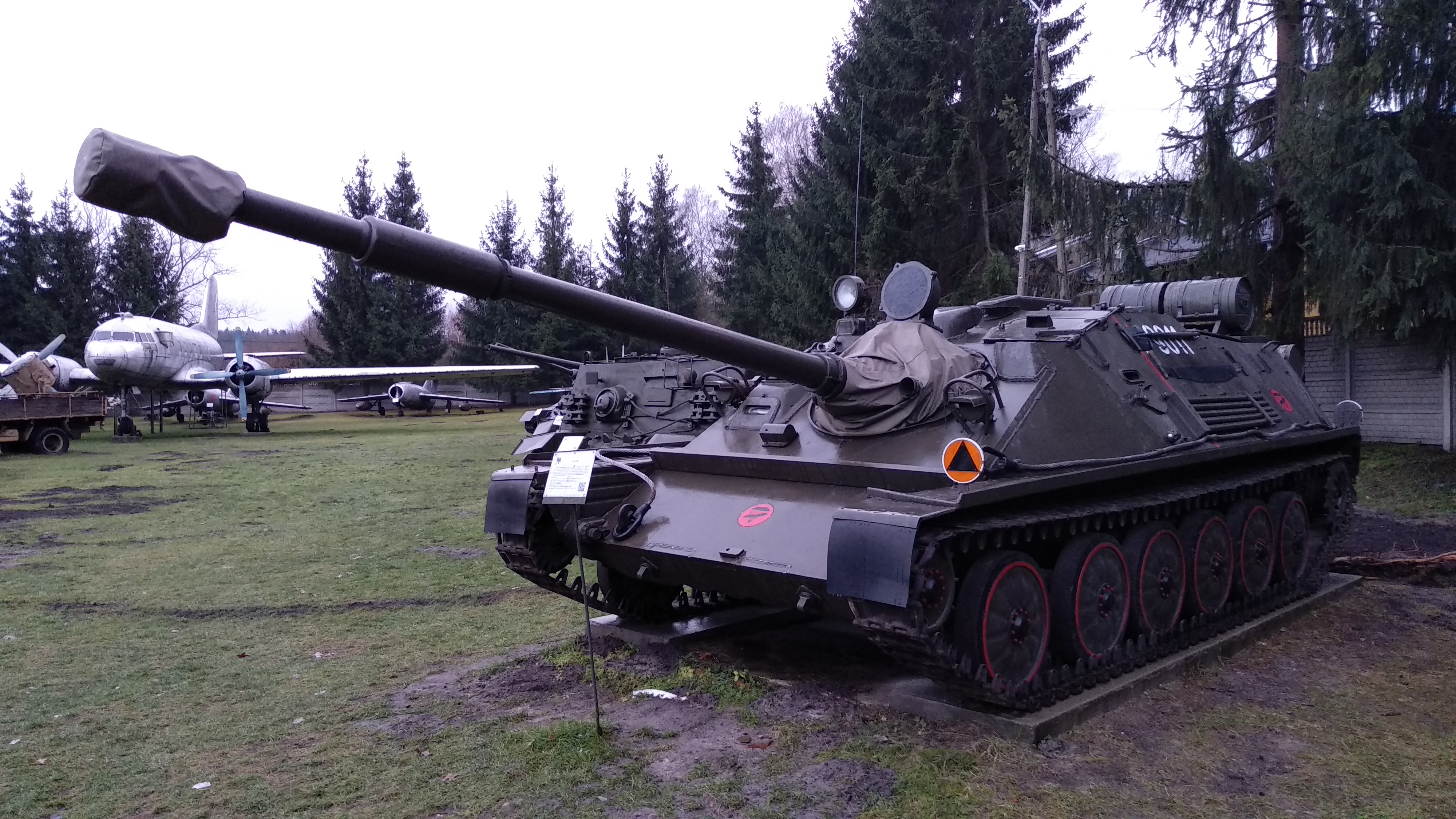
ASU-85 w Muzeum im. Orła Białego

- Muzeum Wojska Polskiego w Warszawie – numer taktyczny 1601, eksponowany na terenie Muzeum Polskiej Techniki Wojskowej;
- Muzeum Wojska w Białymstoku – numer taktyczny 1607, eksponowany w Parku Militarnym na ul. Węglowej 3 w Białymstoku;
- Muzeum im. Orła Białego w Skarżysko-Kamiennej – numer taktyczny 9011;
- Muzeum Oręża Polskiego w Kołobrzegu, numer taktyczny 9044;
- Muzeum Broni Pancernej w Poznaniu – oddział Muzeum Wojska Polskiego w Warszawie;
- Muzeum Artylerii w Toruniu – eksponat z zamalowanym numerem taktycznym;
- Muzeum Historii i Tradycji Żołnierzy Suwalszczyzny w Suwałkach (numer zatarty)[4].

## Eksponaty w muzeach zagranicznych
- Rosja:
  - Muzeum Czołgów w Kubince – numer taktyczny 057;
  - Czołg-pomnik w Omsku;
  - 2 czołgi-pomnik na terenie jednostki wojskowej w Pskowie.
- Ukraina:
  - Muzeum Sprzętu Militarnego w Parku Pokoju w Krzemieńczuku;
  - Czołg-pomnik w Tarutyne – numer taktyczny 328.